# Tom Nichols
Thomas M. Nichols (7 dicembre 1960) è un politologo e saggista statunitense. È professore al Naval War College e alla Harvard Extension School. I suoi principali campi d'interesse sono Russia, armi nucleari e sicurezza nazionale.

## Biografia
Thomas M. Nichols è cresciuto in una città industriale del Massachusetts. Stando ad una sua intervista, i suoi genitori non erano particolarmente istruiti. È stato per cinque volte campione del quiz televisivo Jeopardy!.
Ha conseguito un bachelor's degree all'Università di Boston, un Master of Arts alla Columbia University (entrambi in scienze politiche) e un dottorato all'Università di Georgetown.

### Carriera
Ha insegnato relazioni internazionali e affari sovietici e russi al Dartmouth College e all'Università di Georgetown. Inoltre, ha seguito il Programma di Sicurezza Internazionale alla Harvard Kennedy School. Nichols è stato presidente del National Security Affairs allo U.S. Naval War College.
E stato professore associato al Dartmouth College nel 1996 dove insegnava politica comparata. Nel 2005, ha cominciato a insegnare alla Harvard Extension School curando corsi su armamenti nucleari, guerra fredda e sicurezza nazionale.
Nel 2011, è stato nominato Fellow alla John F. Kennedy School of Government della Harvard University. In questo periodo ha scritto il libro No Use: Nuclear Weapons and US National Security, pubblicato nel 2014, riguardante le armi nucleari.

### Pensiero politico
Nichols si è definito un conservatore "Never Trump". In particolare, ha definito Donald Trump come "troppo mentalmente instabile" per diventare comandante in capo.

## Opere
- The Sacred Cause: Civil-Military Conflict over Soviet National Security, 1917-1992 (1993, Cornell University Press) ISBN 0801427746
- The Russian Presidency: Society and Politics in the Second Russian Republic (1999, Palgrave Macmillan) ISBN 0312293372
- Winning the World: Lessons for America's Future from the Cold War (2002, Praeger) ISBN 0275966631
- Eve of Destruction: The Coming Age of Preventive War (2008, University of Pennsylvania Press) ISBN 0812240669
- Tactical Nuclear Weapons and NATO, (co-editor) (2012, Military Bookshop) ISBN 1584875259
- No Use: Nuclear Weapons and U.S. National Security (2013, University of Pennsylvania Press) ISBN 0812245660
- The Death of Expertise: The Campaign Against Established Knowledge and Why it Matters (2017, Oxford University Press) ISBN 0190469412 (trad. it. La conoscenza e i suoi nemici: L'era dell'incompetenza e i rischi per la democrazia , 2018, Luiss University Press) , espansione di un precedente articolo del 2014 (qui).